# Gietwiel

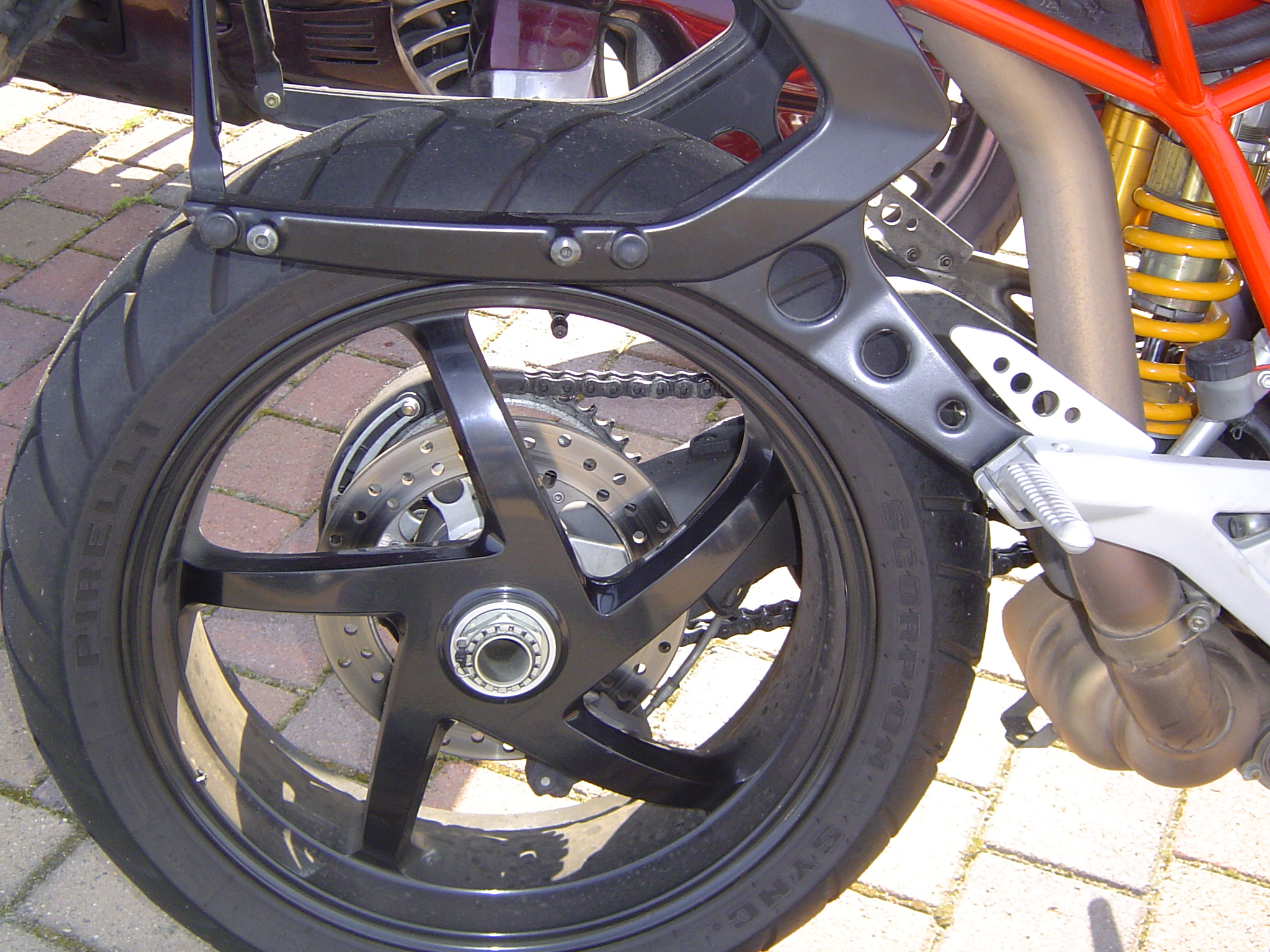
Gietwiel in een Ducati motorfiets.

Een gietwiel is een wiel dat is gegoten, soms uit een legering van lichtmetaal. 
Dit principe werd voor het eerst in motorfietsen toegepast in 1923 (Böhmerland). 
Het heeft voordelen: licht (laag onafgeveerd gewicht), geen spaken nastellen en de mogelijkheid tubelessbanden toe te passen (spaken steken door de velg waardoor de lucht zou ontsnappen). 
Maar ook een nadeel: kwetsbaar (breuk, haarscheuren). 
De eerste gietwielen waren zwaarder dan normale spaakwielen.